# 千刈カンツリー倶楽部
千刈カンツリー倶楽部（せんがりカンツリークラブ）は、 兵庫県三田市にある学校法人関西学院が経営母体のゴルフ場である。

## 概要
1955年（昭和30年）代、兵庫県三田市の千刈地区に「自然教育の場として最適」とゴルフ場の建設に向けて、関西学院大学教授の粟野頼之祐が学院当局に訴えたことに始まる。1962年（昭和37年）2月、ゴルフ場の建設用地は、学院の所有地8.6万坪、羽束台開発株式会社の所有地7万坪、計15万6千坪だが、実測で分かった20万坪の買収が完了した。
1962年（昭和37年）9月10日、学校法人とは別に経営母体「羽束台開発株式会社」を設立し、社長には学院同窓会会長の天野利三郎、小宮孝関西学院長以下、学長、中等部長などが役員に就任した。同年10月17日「関西学院千刈カンツリー倶楽部」を設立し、ことは順調に進んでいった。
学校法人が、ゴルフ場を経営するという大義名分は、関西学院が国際的な学園であること、国際的な賓客を迎えるための社交機関として、ゴルフ場が国際人の教育に役立つという考えによるものだった。1963年（昭和38年）11月28日、ゴルフ場の造成工事が着工された。コース設計は、社長の天野利三郎が「鳴尾ゴルフ倶楽部・猪名川コース」（1920年（大正9年）開場、設計・J・E・クレイン）の建設時に苦労を共にしたJ・E・クレインに依頼した。
コースの造成工事は、コース建設用地が平坦な丘陵地であったため、土量の移動は18ホールで僅か60万立方メートルだった。千刈カンツリー倶楽部では、日本では初めてのティフトン芝を採用した。この芝は1956年（昭和31年）、米国のティフトン市で開発された新種の芝で、高麗芝の100倍の繁殖力があり、葉が細く、順目と逆目がないなどの特徴がある。
1965年（昭和40年）4月17日、コース造成工事が完了し、仮開場され、同年7月25日、クラブハウス内にチャペルのあるゴルフ場が開場された。

## 所在地
〒669-1511 兵庫県三田市山田大道ヶ平605番地

## コース情報
- 開場日 - 1965年7月25日
- 設計者 - J・E・クレイン
- 面積 - 820,000m2（約24.8万坪）
- コースタイプ - 丘陵コース
- コース - 18ホールズ、パー72、6,561ヤード、コースレート72.0
- フェアウェー - ティフトン（冬期 ライグラス オーバーシード）
- ラフ - ティフトン、ノシバ
- グリーン - 1グリーン、ベント
- ハザード - バンカー55、池が絡むホール3
- ラウンドスタイル - キャディ・セルフ選択可、GPSナビ付乗用カート(5人乗り)リモコン式
- 練習場 - 14打席220ヤード
- 休場日 - 12月31日、1月1日[2][3]

## クラブ情報
- ハウス面積 - 2,590m2（783.4坪）
- ハウス設計 - 株式会社安井建築設計事務所
- ハウス施工 - 株式会社竹中工務店[2][3]

## ギャラリー
- コース - 「千刈カンツリー倶楽部」、コースガイド、2021年6月11日閲覧
- ハウス - 「千刈カンツリー倶楽部」、施設情報、2021年6月11日閲覧

## 交通アクセス
鉄道
- 西日本旅客鉄道（JR西日本）JR宝塚線・神戸電鉄三田線 - 三田駅より クラブバス利用約10分[4]

道路
- 新名神高速道路 - 宝塚北スマートICより 10Km 約15分
- 中国自動車道 - 西宮北ICより 12Km 約20分[4]

## 関連文献
- 『ゴルフ場ガイド 西版』、2006-2007、「千刈カンツリー倶楽部」、東京 ゴルフダイジェスト社、2006年5月、2021年6月11日閲覧
- 『美しい日本のゴルフコース BEAUTIFUL GOLF CULTURE IN JAPAN 日本のゴルフ110年記念 ゴルフは日本の新しい伝統文化である』、ゴルフダイジェスト社「美しい日本のゴルフコース」編纂委員会編、「関西学院大学の『自然教育の場』としてゴルフ場が建設された」、東京 ゴルフダイジェスト社、2013年12月、2021年6月11日閲覧